# Soberanía (Bolivia)
Soberanía es una localidad fronteriza en el norte de Bolivia, ubicada en la región amazónica. Administrativamente se encuentra en el municipio de Filadelfia de la provincia de Manuripi en el departamento de Pando. El pueblo se encuentra en el hito fronterizo con Perú. Tiene una población aproximada de 700 habitantes. Se encuentra aproximadamente a 126 km por carretera al sur de Cobija, la capital departamental.